# مانويل فيدال فرنانديز
مانويل فيدال فرنانديز هو رسام كوبي، ولد في 24 يونيو 1929 في هافانا في كوبا.